# Chandur (Maharashtra)
Chandur, est une ville et un conseil municipal du district d'Amravati dans l'État indien du Maharashtra. Lors du recensement de l'Inde de 2011, sa population s'élève à 19 776 habitants,.